# Assistant Secretary of State for Diplomatic Security

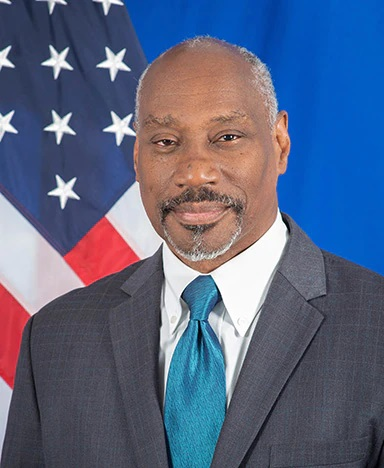
Gentry Smith, derzeitiger Assistant Secretary

Organigramm: Die administrative Gliederung des Außenministeriums (englisch)

Der Assistant Secretary of State for Diplomatic Security ist ein Amt im Außenministerium der Vereinigten Staaten und Leiter des Bureau for Consular Affairs. Er untersteht dem Under Secretary of State for Management.
Am 4. November 1985 gründete das Außenministerium auf Anraten des Inman Reports das Bureau of Diplomatic Security, um in Folge mehrerer terroristischer Anschläge auf US-Botschaften, z. B. dem Bombenanschlag auf die Botschaft in Beirut, Angestellte der Vereinigten Staaten im Ausland zu schützen. Mit dem Omnibus Diplomatic Security and Anti-terrorism Act of Aug 27, 1986 autorisierte der Kongress der Vereinigten Staaten den Posten des Assistant Secretary of State for Diplomatic Security.

## Amtsinhaber
| Amtszeit  | Name                        | Bemerkung        |
| --------- | --------------------------- | ---------------- |
| 1987–1989 | Robert E. Lamb              |                  |
| 1989–1992 | Sheldon Jack Krys           |                  |
| 1992–1995 | Anthony Cecil Eden Quainton |                  |
| 1996–1998 | Eric J. Boswell             |                  |
| 1998      | Patrick F. Kennedy          | geschäftsführend |
| 1998–2002 | David Gordon Carpenter      |                  |
| 2002–2005 | Francis Xavier Taylor       |                  |
| 2005–2007 | Richard Joseph Griffin      |                  |
| 2007–2008 | Gregory B. Starr            | geschäftsführend |
| 2008–2012 | Eric J. Boswell             |                  |
| 2012–2013 | Scott Bultrowicz            | geschäftsführend |
| 2013–2017 | Gregory B. Starr            |                  |
| 2017      | Bill Miller                 | geschäftsführend |
| 2017      | Christian J. Schurman       | geschäftsführend |
| 2017–2020 | Michael Turner Evanoff      |                  |
| 2020–2021 | Todd J. Brown               | geschäftsführend |
| 2021–     | Gentry O. Smith             |                  |